# なにやっテンダラー
なにやっテンダラー（なにやってんだらー）は、MBSラジオが2013年度のナイターオフ期間（同年10月9日 - 2014年3月26日）限定で、毎週水曜日の17:54 - 20:50に放送していた生ワイド番組。テンダラーの冠番組で、「茶屋町プレミアムナイト」（同局における2013年度の自社制作・平日夜間ナイターオフ番組レーベル）水曜枠の番組でもある。

## 概要
2012年4月から『こんちわコンちゃんお昼ですょ!』（MBSラジオ平日午後の生ワイド番組）水曜日にコーナーレギュラーで出演するなど、MBSラジオの番組と縁の深い（#関連項目を参照）テンダラー（浜本広晃・白川悟実）にとって、同局では『ぷらっと☆ホーム ウサンな!$10』（2007年4月3日 - 6月26日）以来となる冠番組。テンダラーは水曜日に、15:30頃まで『こんちわコンちゃんお昼ですょ!』へ出演してから、当番組の生放送に臨んでいた。
当番組では、浜本・白川の人生経験・独身生活・交友関係にまつわるトークを中心に構成。「茶屋町プレミアムナイト」の共通コーナーである「Today's Sports Topix」（スポーツニュース）「MBSニュース」「お天気のお知らせ」などを内包する一方で、Twitterと連動しながら、リスナーからのメッセージを随時受付・紹介した。なお、放送上は『テンダラーの、なにやっテンダラー』と、番組タイトルの頭に「テンダラーの」を付けることが多かった。
コーナーの合間には、洋楽・邦楽を問わず1980年代・1990年代に日本で流行した楽曲を放送。20時台には、浜本が生放送中に当番組のスタジオから「焼鳥Diningハマー」（浜本自身がオーナーを務める飲食店）の本店（大阪市中央区）から電話したうえで、同店に居合わせた客を電話で出演させるコーナー「お電話ありがとうございます。焼鳥Diningハマーです」も設けていた。さらに、20時前後に放送する「作ろう!百科事典ダラー」のみ、放送済みの音源をインターネット向けに配信している。
2013年度の「茶屋町プレミアムナイト」枠番組では唯一、別枠で継続（ヤマヒロのぴかいちラジオ、松井愛のすこ〜し愛して★）および2014年度の復活（週刊ますだスポーツ）はならなかったが、テンダラーは『松井愛のすこ〜し愛して♥』（改題・金曜夕方への移動を経て、2014年度の「茶屋町プレミアムナイト」では第1部に放送）の水曜日にレギュラー出演した。

## 放送時間
- 毎週水曜日 17:54 - 20:50
  - 『MBSタイガースライブスペシャル』としてクライマックスシリーズや日本シリーズのナイトゲームを中継した場合には、当番組を休止。番組内の「MBSニュース」「お天気のお知らせ」については、中継終了の直後に『上田義朗のベトナム元気』（通常は当番組の後枠である21:50 - 22:00に放送されるスポンサー付き番組）をはさんで、5分間の独立番組としてセットで放送した。
  - 2014年1月8日放送分では、毎日放送のテレビ・ラジオで数々の冠番組やレギュラー番組を担当してきたやしきたかじん（同月3日に64歳で逝去）の追悼特別番組を19:00 - 20:50に生放送で編成した関係で、当番組の放送時間を17:54 - 19:00に短縮。レギュラーコーナーから、「Today's Sports Topix」と、リスナー投稿企画の「なにやっテンダラー大賞」（後述）のみ放送した。なお、通常は当番組へ内包している『MBSニュース』『お天気のお知らせ』については、追悼特別番組放送中の20:30頃に挿入。『MBSニュース』は所定のニュースキャスター・上田崇順、『お天気のお知らせ』は特別番組のアシスタント・高井美紀（いずれも同局アナウンサー。高井はテレビのニュース番組『VOICE』出演を終えてから途中参加）がそれぞれ担当した。

## 出演者
- パーソナリティ：テンダラー（浜本広晃・白川悟実）
- アシスタント：山本量子 （放送上の愛称は「量ちゃん」）
- スポーツキャスター：井上雅雄（毎日放送のスポーツアナウンサー、「Today's Sports Topix」にのみ出演）
- ニュースキャスター：上田崇順（毎日放送アナウンサー、「MBSニュース」にのみ出演）
  - 2014年3月12日放送分では、テンダラーが当日の夕方まで東京で番組の収録に臨んでいたため、テンダラーの代役として先輩芸人・ちゃらんぽらん冨好が急遽当番組に出演（『こんちわコンちゃん』水曜日では後輩の漫才コンビ・銀シャリが代演）。テンダラーがスタジオに到着するまで、山本・井上と共に生放送を進行した。なお、テンダラーは19:30頃（「MBSニュース」の直後）を目途に登場する予定だったが、実際には18時台の前半（オープニングトークの終盤）にスタジオへ到着。そのままエンディングまで出演した。

## タイムテーブル
時刻は目安で、「 」内は放送上のコーナータイトル。コーナータイトルの大半には、「テンダラー」が入る。

放送中で紹介したメッセージを投稿したリスナーには、出演者の顔写真入りの紙を封入したポケットティッシュとクオカードを抽選（「MBSラジオ　スペシャルウィーク」期間中のみ全員）に進呈する。
◎=「茶屋町プレミアムナイト」の共通コーナー（詳細は茶屋町プレミアムナイト#共通コーナーを参照）
17・18時台
- 17:54 オープニング
  - 前枠番組『ノムラでノムラだ♪ EXトラ!』からステブレレスでスタート。出演者のトークが一段落したところで、「なにやっテンダラー大賞」（後述）へのメッセージを募集した。
- 18:20「Today's Sports Topix」◎
  - 当番組のみ、井上がスポーツニュースを伝えてから、取材などで得たスポーツ関連のこぼれ話を「今週のタァー!」というタイトルで紹介していた。タイトルの「タァー!」は、当番組の第1回放送で、井上が不意に「タァー!」と叫んだことにちなむ。
- 18:35「しゃかりきラジオ営業マン　ビックムーン大月のマル得プレミアム情報」◎
- 18:45「エンタメっつっテンダラー」
  - 放送日に発売の夕刊紙や、放送週に発売の週刊誌から、テンダラーが気になった記事を紹介した。

19時台
- 19:05「酒のツマミのレシピ教えて!って、言っテンダラー」
  - 「うまい酒のツマミに出会うことが生き甲斐」と公言する白川が、毎回1つの食材をテーマに設定したうえで、リスナーからツマミのレシピを募集。白川のスケジュールによっては、放送中の試食を前提に、投稿されたレシピから特に気になったレシピに沿って本番前にツマミを作ることもあった。なお、放送で紹介したツマミについては、コーナー終了後にTwitterの番組公式アカウントで画像を公開していた。
  - 2014年3月12日放送分では、当初からテンダラーが通常より遅れて出演することが決まっていたため（前述）、当コーナーを休止。オープニングでリスナーに向けてメッセージテーマを発表した後に、到着したメッセージの一部をこの時間に紹介した。
- 19:30「MBSニュース」◎
- 19:40「俺の話を聞けっテンダラー」
  - リスナーにとって得になる情報や、ためになる話を持ち合わせながら、聞き手がいなくて困っているという著名人をゲストに招いてのトークコーナー。第1回・第2回（2013年10月23日）の放送では、「発明好き」の東村雅夫（まるむし商店）が、当コーナーで自作の発明品を紹介していた。
- 19:55「作ろう!百科事典ダラー」
  - 番組オリジナルの百科事典を作ることを目標に、テンダラーが今まで出会った人や物を詳しく紹介した。百科事典にちなんで、山本が放送回数（第～回）を「～ページ」と表現することが特徴。
  - 当コーナーのみ、放送済みの音源を、放送後にYouTubeのMBSラジオ公式チャンネルで公開。当番組の公式サイトからも、埋め込みリンクを通じて聴取できた。

20時台
- 20:05「お電話ありがとうございます。焼鳥Diningハマーです」
  - 浜本が「焼鳥Diningハマー」本店のスタッフに電話したうえで、居合わせた客と電話越しにトークを展開するコーナー。電話に出た客を浜本オリジナルの早口言葉に挑戦させることが特徴で、浜本が「成功」と判断した場合には、同店のオーナーとしてその客に特別なサービスを提供していた。
  - Twitterの番組公式アカウントでは、当コーナーへの出演を希望するリスナーのために、本店へのアクセス方法と連絡先を紹介。その一方で、当番組や直前に出演の『こんちわコンちゃんお昼ですょ!』では、当コーナーへの電話出演に協力できる飲食店を募集した。
- 20:25「なにやっテンダラー大賞」
  - リスナーの身辺で起こった出来事から、思わず自分で「なにやっテンダラー（何やってんだ）」と言ってしまいそうなエピソードについて投稿されたメッセージの一部を紹介。コーナーの趣旨は、『情報どっか〜んライブ!ホームランラジオ』（「茶屋町プレミアムナイト」火 - 木曜枠の前々番組に当たる2011年度のナイターオフ番組）の共通コーナーだった「今日のやっちゃった大賞」に近い。なお、「なにやっテンダラー大賞」に選ばれたリスナーには、テンダラー（10$）相当（額面1,000円）のクオカードを番組から進呈した。
- 20:35『あさひるばん　ビギニング』（文化放送制作のラジオドラマ、当番組での放送日は2013年11月13日・11月20日・11月27日・12月11日）◎
- 20:40「お天気のお知らせ」◎
  - 当番組では、山本が原稿を読んでいた。
- 20:43 エンディング
- 20:45「カラオケ喫茶りょうこ」
  - エンディングの直後に放送されるおまけコーナー。山本が「カラオケ喫茶りょうこ」を営むという設定で、当番組の本番を終えたばかりのテンダラーや山本が、放送終了の20:49まで番組の裏話やカラオケを披露していた。